# Eusebio Poncela
Eusebio Poncela Aprea (Madrid, 15 de septiembre de 1945) es un actor, pintor, productor y guionista español. Forjado en el teatro de las postrimerías del franquismo, su trabajo en series de éxito y su vinculación al cine de autor le convierten en uno de los actores más representativos de la Transición y los primeros años de la democracia.

## Biografía

### Inicios
Salido de un ambiente obrero, se educó hasta los nueve años en el populoso y matritense barrio de Vallecas escapándose varias veces de casa y siendo expulsado de ocho colegios. Tiene una hermana escultora que dirige una escuela gratuita para personas con discapacidad intelectual. De su padre, "un socialista culto que murió a los ochenta años ayudando a los demás", sin oficio fijo en la posguerra, dijo: "Era muy buena persona, tan bueno y delicado que estaba despersonalizado y acabaron con él... Era una persona machacada por una guerra en la que luchó en el bando perdedor, y por lo que sucedió después". Desde los tres años quiso ser actor y participó en funciones escolares; siendo aún muy joven ya frecuentaba el gimnasio y hacía yoga. Tras graduarse en la Real Escuela Superior de Arte Dramático (RESAD), empieza a actuar en teatro a mediados de la década de 1960. Debuta con la obra Mariana Pineda de Federico García Lorca y es sobre las tablas donde triunfa plenamente. Protagoniza Romeo y Julieta junto a María José Goyanes y uno de sus primeros éxitos en el Teatro Español es Marat-Sade en la compañía de Adolfo Marsillach. A partir de 1970 compagina su actividad teatral con trabajos en cine y televisión; para Estudio 1 protagoniza, entre otras, Los bandidos, de Schiller, junto a Juan Diego y Marisa Paredes. Viaja a Londres, a París y a Nueva York.
Interviene en películas como Fuenteovejuna o La muerte del escorpión, alternando papeles protagonistas y secundarios, pero desdeñando siempre los papeles comerciales y pro pane lucrando, ganándose fama de actor desobediente, marginal y descarado.

### Arrebato
Despunta en el séptimo arte a partir de Arrebato (1979), película innovadora de Iván Zulueta donde el poder de absorción de la heroína corre paralelo al poder hipnótico de la imagen. Es una película de carácter vanguardista, tanto en la forma como en su contenido. Se estrena en el contexto de la movida madrileña, es un fracaso de crítica y público pero se convierte en película de culto poco a poco permaneciendo en la sombra durante la década de los 90, hasta su reestreno en 2002 y su reedición en DVD.
Eusebio Poncela interpreta a José Sirgado, un director de cine de treinta y pocos años que acaba de montar su última película. Su adicción a la heroína hace que su perspectiva del mundo real sea distorsionada, como en un sueño. Aunque es serio y de personalidad inestable, su carácter mejora al recibir las grabaciones de Pedro, con el que comparte su pasión por el cine. Más tarde hará también con Zulueta el filme Párpados. En el mismo año de Arrebato protagoniza Operación Ogro, dirigida por Gillo Pontecorvo, polémica por plantear el asesinato del almirante franquista Luis Carrero Blanco por un comando terrorista de ETA.

### El éxito yLos gozos y las sombras
El gran éxito de popularidad le llega con su papel de Carlos Deza en la serie Los gozos y las sombras (1982), adaptación de la obra literaria de Gonzalo Torrente Ballester con Charo López, Amparo Rivelles y Carlos Larrañaga en los demás papeles principales. Anteriormente había participado en Curro Jiménez y más tarde, también para TVE, protagoniza Las aventuras de Pepe Carvalho, serie inspirada en las novelas policíacas de Manuel Vázquez Montalbán.

### Trabajo con Pedro Almodóvar
En la década de 1980 se convierte en un actor popular del cine español. En 1986 participa en la película Matador y al año siguiente en La ley del deseo.

#### MatadoryLa ley del deseo
Matador realizada en 1986, producida por Andrés Vicente Gómez bajo la dirección de Pedro Almodóvar contó con las actuaciones de Eusebio Poncela como el comisario, Assumpta Serna, Antonio Banderas y Nacho Martínez. El crítico Fernando Morales del periódico El País dijo que era "Uno de los más característicos y apasionados melodramas de Almodóvar".
La ley del deseo cuenta la historia de Pablo (Eusebio Poncela), un director de cine homosexual que conoce a Antonio (Antonio Banderas) la noche del estreno de una de sus obras, lo que traerá trágicas consecuencias. Una escena conocida, que fue bastante polémica en su momento, es la que muestra a Antonio manteniendo sexo anal con Pablo.

### Películas destacadas
Trabaja con directores como Carlos Saura (El Dorado), Imanol Uribe (El rey pasmado) y destaca en El arreglo o en Diario de invierno. En 1986 trabaja con Pilar Miró (Werther). Por entonces dejó su adicción a la heroína, que contrajo desde treinta años atrás y combatió expatriándose a Argentina.

### Argentina
Durante un tiempo desaparece de la escena española y se traslada a Ushuaia (Argentina), la ciudad más austral del mundo, donde se desengancha; viaja luego por la Patagonia y por la provincia de La Rioja junto a los Andes. Se instala una temporada en casa de sus amigos Cecilia Roth y Fito Páez y recibe la llamada de Adolfo Aristarain para interpretar a Dante en Martín (Hache), cosechando excelentes críticas. Hace allí una exposición de sus pinturas. En 1993 participa como protagonista en el videoclip Matador de la reconocida banda de rock argentina Los Fabulosos Cadillacs.

### Año 2001
En 2001 comparte protagonismo con Ángela Molina en Sagitario, debut en la dirección de Vicente Molina Foix e interviene en la miniserie Viento del pueblo, biografía de Miguel Hernández a quien da vida Liberto Rabal. Otras películas recientes son Tuno negro, Remake, Los Borgia o Teresa, el cuerpo de Cristo. 
Prosigue exitosamente su carrera en teatro, y participa en coproducciones como Intacto, junto a Max von Sydow, por la que es candidato al Premio Goya como mejor actor, o la argentina Hermanas, de Julia Solomonoff, que revisa el antes y el después de la dictadura militar.
En 2004 recibe el Premio Nacional de Cinematografía Nacho Martínez que cada año otorga el Festival Internacional de Cine de Gijón.
En 2015 en la serie Carlos, Rey Emperador interpretó al cardenal Cisneros, papel que interpretó anteriormente en la serie Isabel. También ese año aparece como Cisneros en un capítulo de la primera temporada de El Ministerio del Tiempo.

## Filmografía
- Pastel de sangre (1971)
- Zumo (1972)
- La casa sin fronteras (1972)
- Fuenteovejuna (1972)
- La semana del asesino (1972)
- El asesino está entre los trece (1973)
- Separación matrimonial (1973)
- Larga noche de julio (1974)
- La muerte del escorpión (1975)
- In Memoriam (1977)
- Una historia (1978)
- Mi blanca Varsovia (1978)
- Arrebato (1979)
- Operación Ogro (1979)
- Sus años dorados (1980)
- Just a film (Una película) (1981)
- Valentina (1982)
- Entre paréntesis (1982)
- El arreglo (1983)
- Matador (1986)
- Werther (1986)
- La ley del deseo (1987)
- Diario de invierno (1988)
- El Dorado (1988)
- Continental (1989)
- El invierno en Lisboa (1990)
- El juego de los mensajes invisibles (1991)
- El rey pasmado (1991)
- El beso del sueño (1992)
- El laberinto griego (1993)
- La balada de Donna Helena (1994)
- Una sombra ya pronto serás (1994)
- La casa de Tourneur (1997)
- Martín (Hache) (1997)
- La sonámbula, recuerdos del futuro (1998)
- La sombra de Caín (1999)
- Luz de inocencia (2000)
- Intacto (2001)
- Vidas privadas (2001)
- Cabecita rubia (2001)
- Sagitario (2001)
- Tuno negro (2001)
- 800 balas (2002)
- Barbie también puede estar triste (2003)
- La agonía (2003)
- Occhi di cristallo (2004)
- Hermanas (2005)
- Los Borgia (2006)
- Remake (2006)
- Teresa, el cuerpo de Cristo (2007)
- I Come with the Rain (2009)
- La herencia Valdemar (2010)
- Querida, voy a comprar cigarrillos y vuelvo (2011)
- La herencia Valdemar II: La sombra prohibida (2011)
- Bluu, last days of Ibiza (2013)
- La corona partida (2016)

## Obras de teatro
- El beso de la mujer araña (2022-2023)
- El sirviente (2019)
- Esta no es La Casa de Bernarda Alba (2017)
- Una Luna Para Los Desdichados (A Moon For The Misbegotten) (2012)
- Las estrellas nunca mueren (2010)
- Edipo. Una trilogía: Edipo rey, Edipo en Colono y Antígona (2009)
- Macbeth (2004)
- Diálogo en re mayor (1996)
- Los bellos durmientes (1994)
- Casi una diosa (1993)
- Guerrero en casa (1992)
- Catón (1989)
- El hombre del destino (1989)
- Orquídeas a la luz de la luna (1988)
- Locos de amor (1985)
- La gata sobre el tejado de zinc (1984)
- Cementerio de automóviles (1977)
- Chao (1972)
- Sabor a miel (1971)
- Romeo y Julieta (1970)
- Marat-Sade (1968)
- Mariana Pineda (1967)

## Televisión
- Matices (2025)
- Merlí: Sapere Aude (2021)
- El accidente (2017-2018)
- Águila Roja (2015-2016)
- Carlos, Rey Emperador (2015)
- El Ministerio del Tiempo (2015)
- Isabel (2013-2014)
- El pacto (2011)
- Hermanos y detectives (2007)
- Ausiàs March (2003)
- Viento del pueblo: Miguel Hernández (2002)
- El secreto de la porcelana (1998)
- Un día volveré (1993)
- Delirios de amor: Capítulo Párpados (1989)
- Las aventuras de Pepe Carvalho (1986)
- Los gozos y las sombras (1982)
- El juglar y la reina (1978)
- Padres e hijos (1978)
- Curro Jiménez ; Los Piadosos y los Pícaros (1978)
- El quinto jinete (1975)
- El Teatro: Fuenteovejuna (1975)
- Estudio 1 - 6 episodios (1974-1981)
- Los libros (1974-1977)
- Novela (1972-1977)
- Hora once (1971-1972)
- Cuentos y leyendas (1968-1974)

## Premios y candidaturas
Premios Iris
| Año  | Categoría   | Serie de TV           | Resultado |
| ---- | ----------- | --------------------- | --------- |
| 2016 | Mejor actor | Carlos, Rey Emperador | Ganador   |

Premios Cóndor de Plata
| Año  | Categoría              | Película       | Resultado |
| ---- | ---------------------- | -------------- | --------- |
| 1998 | Mejor actor de reparto | Martín (Hache) | Ganador   |

Premios Goya
| Año  | Categoría                                   | Película | Resultado |
| ---- | ------------------------------------------- | -------- | --------- |
| 2001 | Mejor interpretación masculina protagonista | Intacto  | Nominado  |

Premios Sant Jordi
| Año  | Categoría                                    | Película       | Resultado |
| ---- | -------------------------------------------- | -------------- | --------- |
| 1997 | Mejor actor español                          | Martín (Hache) | Ganador   |
| 1983 | Mejor actor español                          | El arreglo     | Ganador   |
| 2017 | Premio especial a la trayectoria profesional |                | Ganador   |

Premios Fotogramas de Plata
| Año  | Categoría                      | Trabajo                 | Resultado |
| ---- | ------------------------------ | ----------------------- | --------- |
| 1983 | Mejor actor de cine            | El arreglo              | Nominado  |
| 1982 | Mejor intérprete de televisión | Los gozos y las sombras | Nominado  |

Premios de la Unión de Actores
| Año  | Categoría                            | Trabajo | Resultado |
| ---- | ------------------------------------ | ------- | --------- |
| 2014 | Mejor actor secundario de televisión | Isabel  | Nominado  |

Fantasporto
- Mejor actor en 1980 por Arrebato

Premios ACE (Nueva York)
- Mejor actor en 1986 por Werther

Festival Internacional de Cine de Gijón
- Premio Nacional de Cinematografía Nacho Martínez (2004)